# Dendrogyra cylindricus
Dendrogyra cylindricus är en korallart som beskrevs av Ehrenberg 1834. Dendrogyra cylindricus ingår i släktet Dendrogyra och familjen Meandrinidae. Inga underarter finns listade i Catalogue of Life.

## Bildgalleri

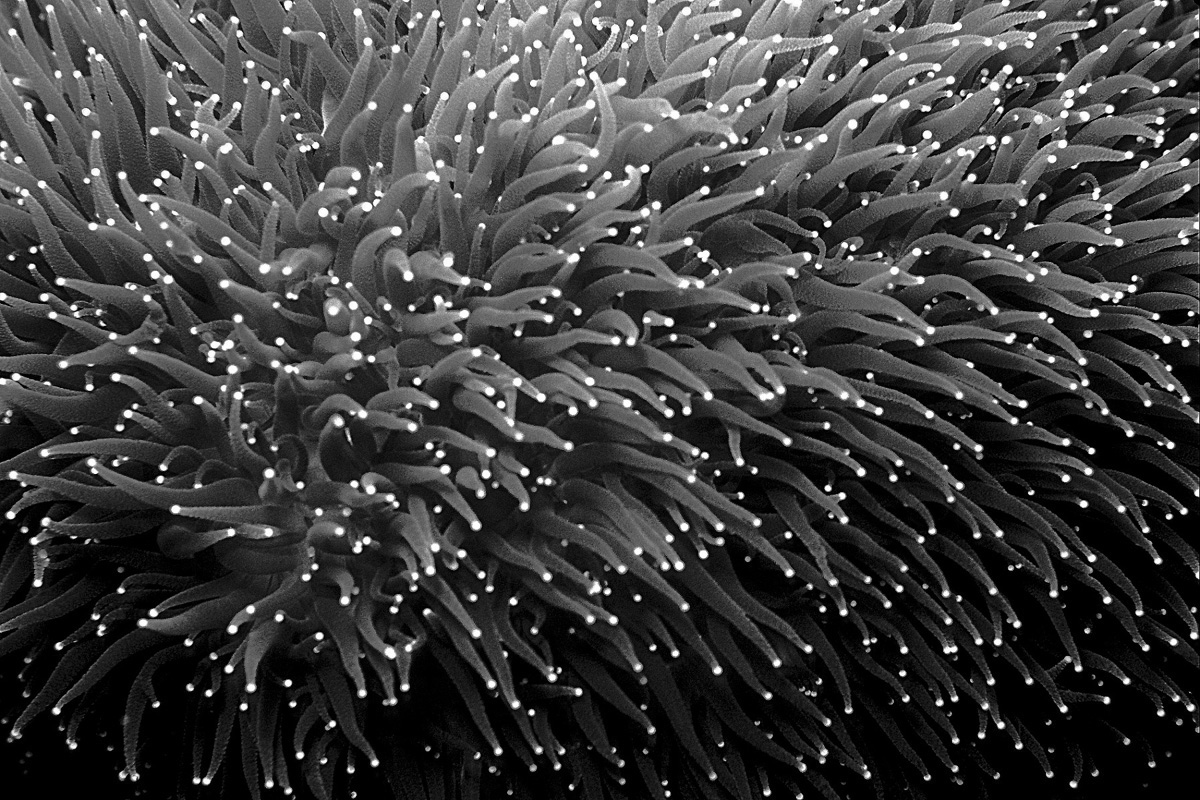
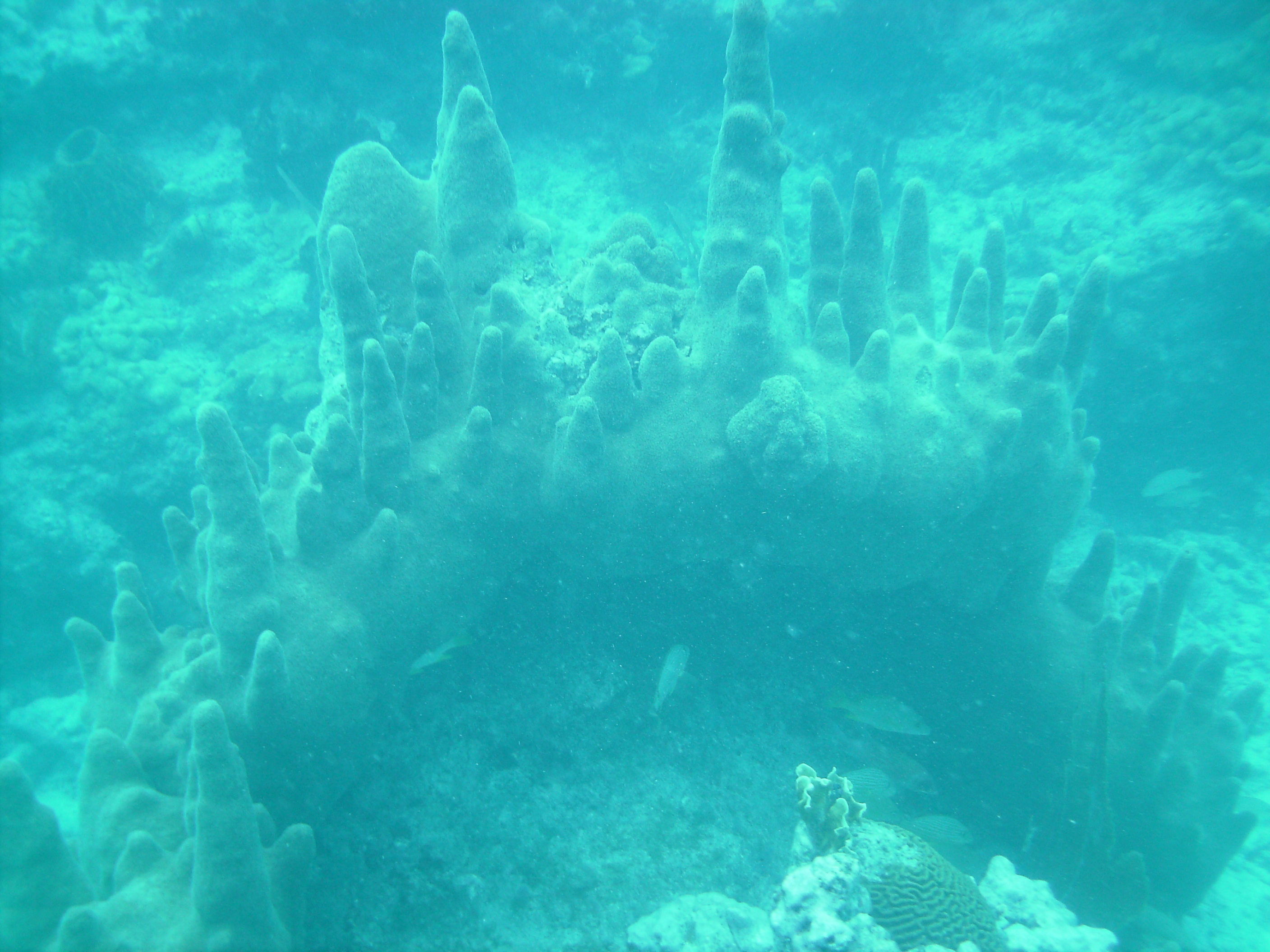
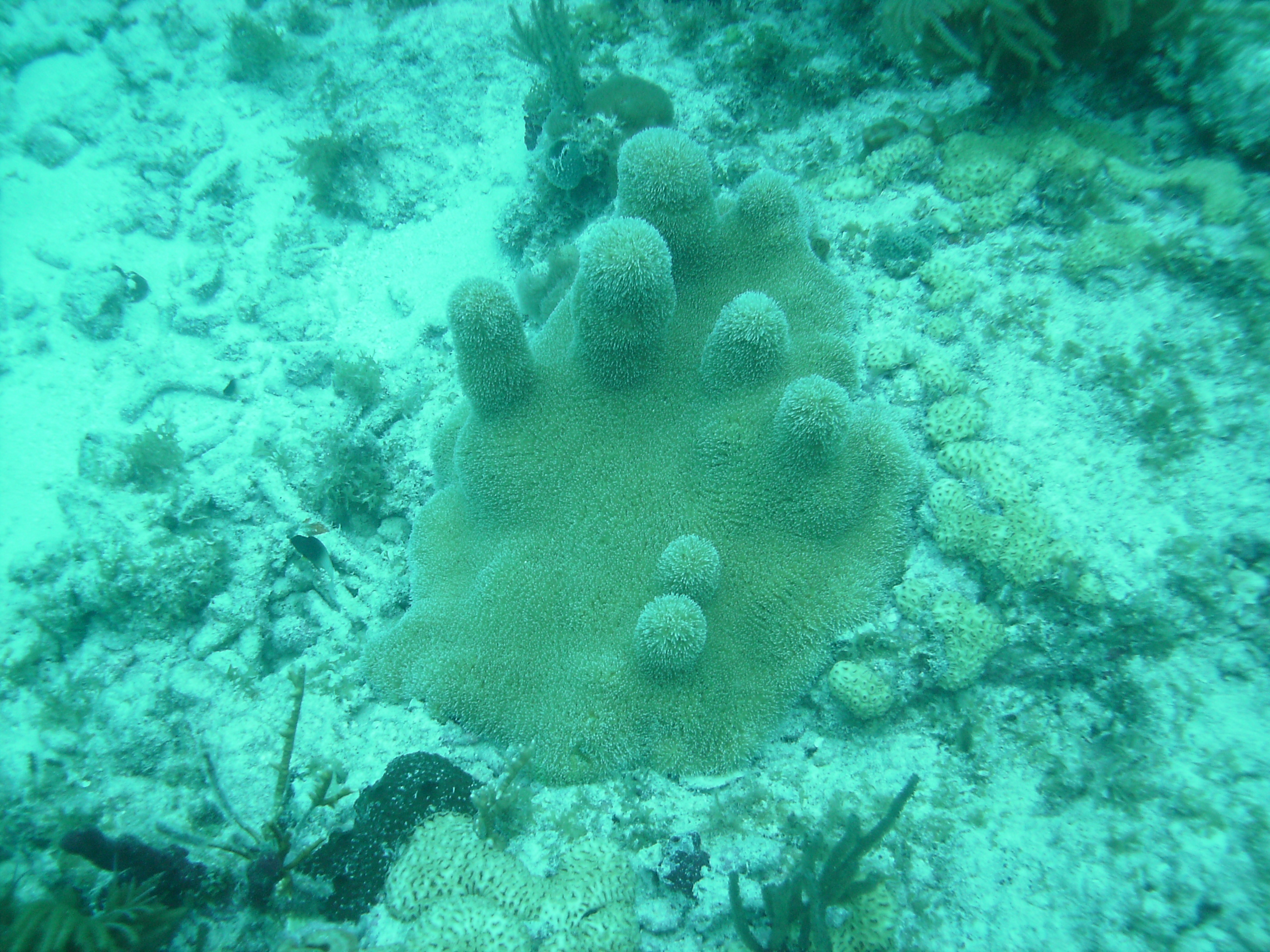
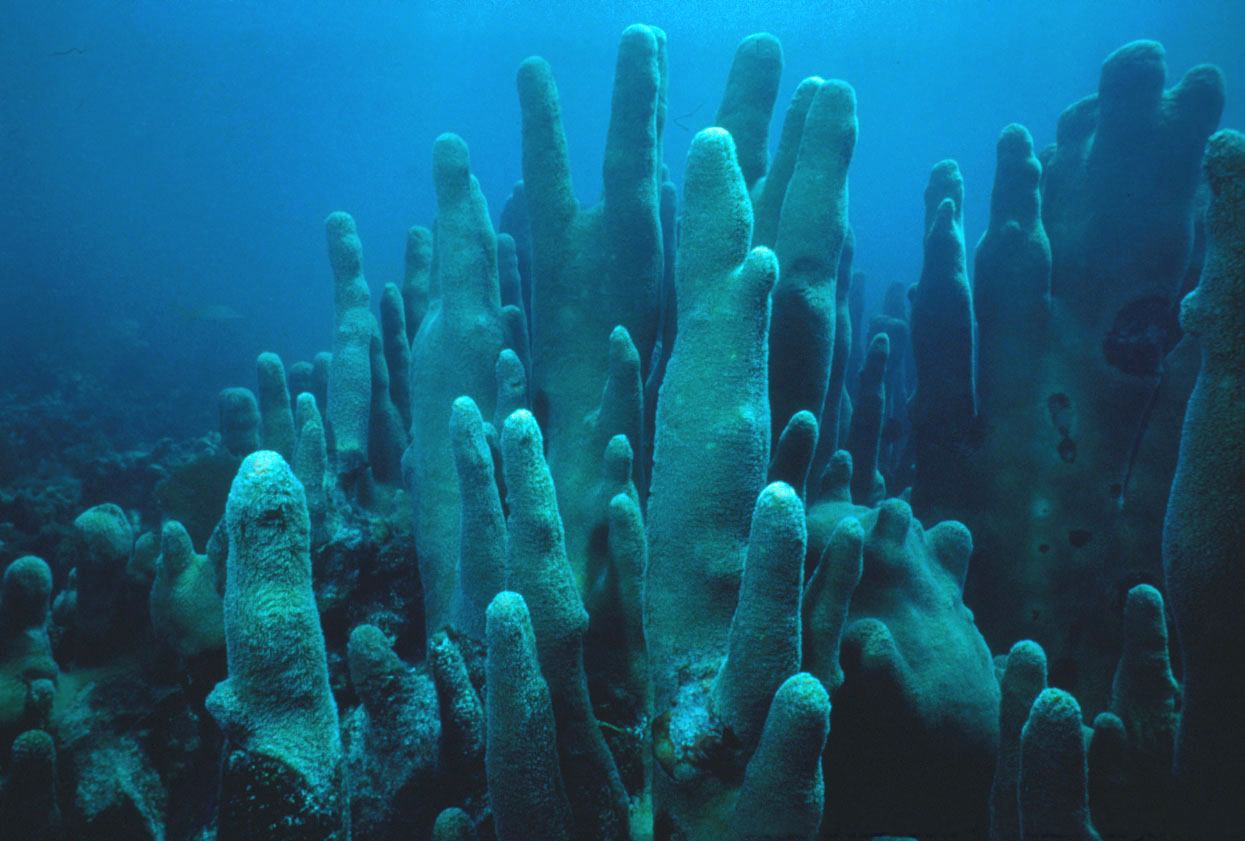
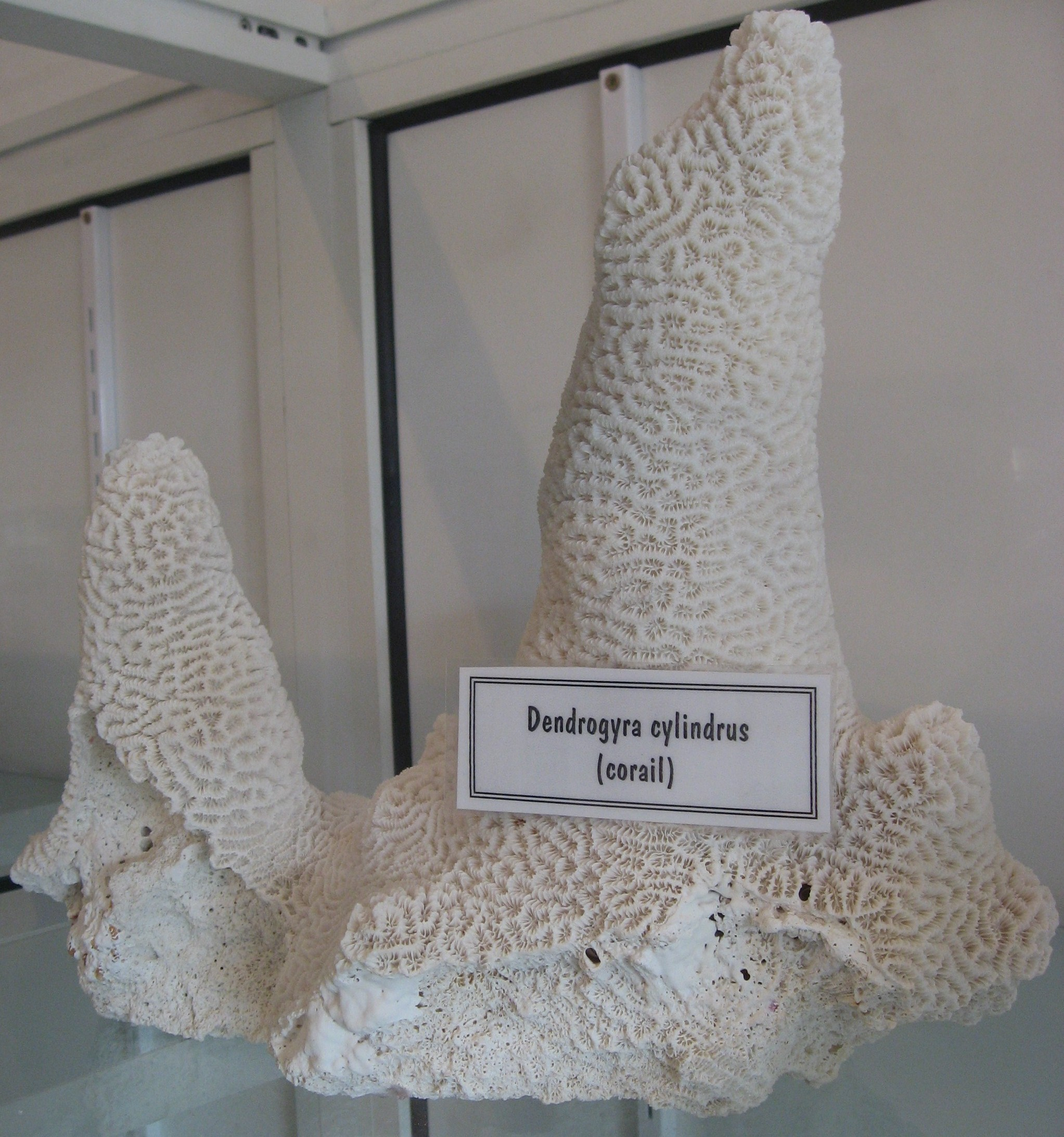